# Momisis singularis
Momisis singularis är en skalbaggsart som beskrevs av Conrad Ritsema 1888. Momisis singularis ingår i släktet Momisis och familjen långhorningar. Inga underarter finns listade i Catalogue of Life.